# 圓山事件
圓山事件，是一宗發生在臺北市，以圓山地區為主要現場的事件。該事件是二二八事件的構成事件之一。

## 經過
1947年3月8日前後，臺北圓山地區附近突然發出巨大而緊迫的機槍掃射聲；隨後，各種槍枝的射擊聲間斷出現於臺北市市區，中央社也發布新聞稿表示「......亦有暴徒分組發動攻勢，昨夜十時半圓山海軍辦事處首被襲擊，其他暴徒則分別攻擊供應局倉庫、警備總司令部、陸軍、警察及公署，頓時步槍、機關槍及手榴彈聲大作，約歷一小時。」
3月9日，在臺灣全省警備總司令部參謀長柯遠芬陪同下，監察院閩台監察使楊亮功在圓山陸軍倉庫前面的廣場視察現場，柯遠芬表示現場的遺體大多是屬於遭國民革命軍擊斃的暴動反抗者。

## 評論
- 蔣渭川表示該事件很可能是由柯遠芬與臺灣全省警備總司令部所主導製造，以促成戒嚴再度實施。[4]
- 1992年，柯遠芬在接受採訪時表示「我認為這個報導是與事實不符的，根本就沒有這回事。圓山這個事件，（到底）有沒有，根本還是一個疑問；在我是個疑問，因為我根本就不知道有這件事情。」[5]